# マリンスパあたみ

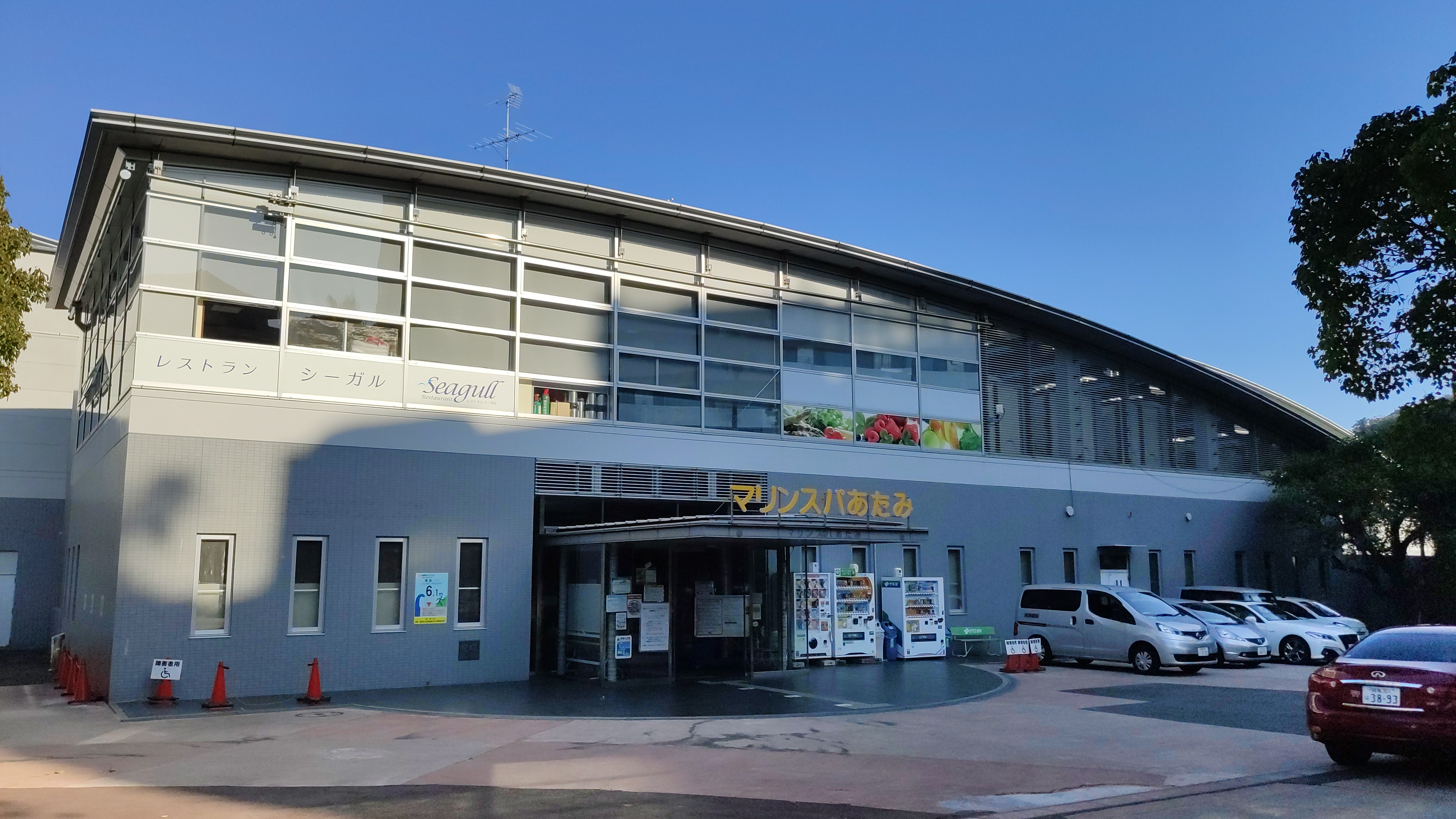
マリンスパあたみ・中央入口

マリンスパあたみとは、静岡県熱海市和田浜南町にある市営のプール・温泉施設。現在の指定管理者（2019年4月-2024年3月）は「STI熱海海浜公園グループ」（静岡ビル保善、東京ドームスポーツ、伊豆駿河湾游泳協会で構成）であり、西隣りにある熱海海浜公園（あたみかいひんこうえん）と共に一括管理されている。

## 概要
2000年（平成12年）開業。前身は1966年（昭和41年）開業の市営プール「熱海ロングビーチ」。
定休は毎週木曜日。営業時間は10時-19時（水曜日は21時まで）。
利用料は大人1,360円、小人（中高生）680円、3歳～未就学児420円、0～2歳（水遊びパンツ付）310円（15時以降は大人1,120円、小人610円、3歳～未就学児420円、0～2歳（水遊びパンツ付）310円）。温泉・ジャグジー・サウナのみ利用の日帰り入浴は、大人1,010円、小人560円、3歳～未就学児420円、0～2歳（水遊びパンツ付）310円。障害者割引、団体割引（※10名様以上の一括利用が条件）
その他、年間、月間、3か月の3種類のパスポートやバスタオル、水着のレンタルあり。
熱海市街地南方、和田浜南町の和田川とサンレモ公園・熱海港に挟まれた沿岸部に立地する。北東に道路を挟んで親水公園の第4工区と向かい合う。北西隣りには海側から出入りできる100台以上が駐車可能な市営の和田浜駐車場があり、マリンスパあたみの駐車場も兼ねている。周囲の道路（国道135号）は、海側から回り込む一方通行になっているので、路線バスのバス停「マリンスパあたみ」は南東のサンレモ公園側にある。

## 構成
- 3階
  - 北側〜中央
    - 屋上プール
    - ボディデザイン研究所（パーソナルトレーニング、グループレッスン、ボディケア）
    - スタジオ
- 2階
  - 北側
    - 海の見える大浴場

  - 中央
    - レストランシーガル
    - ウェルネスゾーン（トレーニングマシン「9種類」、骨密度測定、血管年齢、体組成が測定可能）
- 1階
  - 北側 - 温浴エリア
    - 健康温浴室（ジャグジー・寝湯など12種）
    - サウナ（高温・低温・ミスト・スチームの4種）

  - 南側 - 温水プールエリア
    - ウォータースライダー（高低差8メートル、全長73メートル）
    - 流水プール（ゴールデンウィーク・夏季限定、屋内外1周75ｍ）
    - 幼児用プール
    - 日水連公認25m温水プール

## 沿革
- 1966年（昭和41年） - 海浜公園造成、熱海ロングビーチ（プール）開業[1][2]。
- 2000年（平成12年） - マリンスパあたみ開業[2]。

## 指定管理者
歴代の指定管理者は以下の通り。
- 2006年（平成18年）4月 - 2008年（平成20年）3月 : 公益財団法人 熱海市振興公社
- 2008年（平成20年）4月 - 2013年（平成25年）3月 : 明治スポーツプラザ・NTTファシリティーズグループ（共同企業体）
- 2014年（平成26年）4月 - 2019年（平成31年）3月 : シダックス大新東ヒューマンサービス[4]
- 2019年（平成31年）4月 - 2024年（令和6年）3月 : STI熱海海浜公園グループ（静岡ビル保善、東京ドームスポーツ、伊豆駿河湾游泳協会で構成）